# カルロ1世・ゴンザーガ＝ネヴェルス
カルロ1世・ゴンザーガ＝ネヴェルスまたはシャルル1世・ド・ゴンザーグ＝ヌヴェール（伊: Carlo I Gonzaga-Nevers；仏: Charles Ier de Gonzague-Nevers, 1580年5月6日 - 1637年9月22日）は、イタリアのマントヴァ公爵及びモンフェッラート公爵（在位：1627年 - 1637年）。またフランスのヌヴェール公爵及びルテル公爵（在位：1595年 - 1637年）、アルシュ公（在位：1608年 - 1637年）。

## 生涯
マントヴァ公フェデリーコ2世の息子であるルドヴィーコ（ヌヴェール公ルイ4世）と、その妻でヌヴェール公フランソワ1世の娘であるアンリエットの間の末息子として、パリで生まれた。1627年に本家のマントヴァ公ヴィンチェンツォ2世が嫡子のないまま亡くなると、シャルルがマントヴァ及びモンフェッラートの支配者の座を引き継いだ。シャルルはヴィンチェンツォ2世の姪で相続人のマリーアを自分の息子と結婚させた。
しかし、ゴンザーガ家の領土の一部であるモンフェッラート公領を狙うサヴォイア公カルロ・エマヌエーレ1世や、親仏派のマントヴァ公爵家の出現を快く思わないスペインとオーストリアのハプスブルク帝国はシャルルの相続に異議を唱え、これによりマントヴァ継承戦争が始まった。1629年に神聖ローマ皇帝フェルディナント2世は子飼いの傭兵隊（ランツクネヒト）を派遣してマントヴァを包囲させたが、シャルルはフランス王ルイ13世から軍事的支援の約束を取り付けることが出来ず、マントヴァから逃げ出すことを余儀なくされた。1630年7月、すでに長い包囲の間に疫病によって多大な被害を出していたマントヴァは、傭兵隊の突入によって壊滅的な状態になり、以前の繁栄を再び取り戻すことは出来なかった。
教皇領に避難していたシャルルは、1631年にケラスコ協定を結びマントヴァに帰還することが出来た。サヴォイアにモンフェッラートの一部を譲るかわりに、マントヴァ公国とモンフェッラート公国の継承を認められたのである。サヴォイア家やゴンザーガ家の分家グアスタッラ公爵家の相続請求に対する補償はなされないままであった。シャルルは荒廃したマントヴァの経済的復興に力を注いだ。
1637年に57歳で死ぬと、嫡孫のカルロ2世が後を継いだ。

## 子女
1599年2月1日にソワソンにおいて、ギーズ家のマイエンヌ公シャルルの娘カトリーヌと結婚し、間に6人の子女をもうけた。
- フランソワ（1606年 - 1622年） - ルテル公爵
- シャルル（カルロ）（1609年 - 1631年） - マイエンヌ公爵、エギュイヨン公爵
- フェルディナン（1610年 - 1632年） - マイエンヌ公爵、エギュイヨン公爵
- マリー＝ルイーズ（1611年 - 1667年） - 1645年にポーランド王ヴワディスワフ4世と結婚、1649年にポーランド王ヤン2世カジミェシュと再婚
- ベネデッタ（1614年 - 1637年） - アヴネ女子修道院長
- アンヌ（1616年 - 1684年） - 1639年にギーズ公アンリ2世と結婚、1645年にプファルツ＝ジンメルン公子エドゥアルトと再婚